# Conus cumingii
Conus cumingii е вид охлюв от семейство Conidae. Видът не е застрашен от изчезване.

## Разпространение и местообитание
Разпространен е в Индия (Андхра Прадеш, Керала и Тамил Наду), Индонезия, Малайзия (Западна Малайзия, Сабах и Саравак), Папуа Нова Гвинея, Сингапур, Соломонови острови, Тайланд, Филипини и Шри Ланка.
Обитава пясъчните дъна на океани и морета. Среща се на дълбочина около 71 m.